# Серебрянский, Олег Васильевич
Оле́г Васи́льевич Серебря́нский (укр. Олег Васильович Серебрянський; 4 марта 1955, Запорожье — 29 декабря 2024, Симферополь) — советский футболист, полузащитник, украинский спортивный функционер и тренер, чемпион СССР (1983), мастер спорта СССР (1983).

## Футбольная биография

### Карьера игрока
Родился Олег Серебрянский в Запорожье, где его отец, офицер, проходил службу. Позже семья переехала в Херсон, там Олег начал заниматься футболом. В 15 лет получил приглашение в школьную сборную Украинской ССР, с которой одержал победу на всесоюзной Спартакиаде и вскоре стал игроком молодёжного состава херсонского «Локомотива». В 1972 году, молодой футболист получил приглашение в киевское «Динамо», где играл за молодёжную команду, в составе которой дважды становился победителем чемпионата СССР среди дублёров.
В начале 1976 года, Серебрянский переходит в одесский «Черноморец» и дебютирует в высшей лиге чемпионата СССР. Но твёрдым игроком основного состава одесситов, Олег так и не стал и в 1977 году перебирается в симферопольскую «Таврию», которую тренировал Сергей Шапошников. Начало сезона в новой команде сложилось неудачно, на одной из тренировок, в столкновении с партнёром Серебрянский получил травму, перелом челюсти. Но восстановившись, практически с ходу стал игроком основного состава крымской команды, где играл на позиции центрального полузащитника. 18 августа 1977 года, в поединке против одного из лидеров первой лиги, ташкентского «Пахтакора», отличился голом, впервые поразив ворота соперника в составе команды мастеров. В своём первом сезоне за симферопольский коллектив, Олег провёл 37 матчей и забил 3 мяча, став бронзовым призёром первенства первой лиги. В начале 1980 года, будучи к тому времени уже одним из лидеров симферопольцев, Серебрянский возвращается в киевское «Динамо». Но пробиться в состав команды Лобановского было довольно сложно и уже в апреле, сыграв за основу киевского клуба только 5 матчей в Кубке СССР, Олег вернулся в «Таврию». Команду к тому времени возглавил новый тренер — Анатолий Полосин, пригласивший в коллектив ряд новых футболистов. В первый же сезон, с новым тренером и обновлённым составом, команда дала результат, став победителем перволигового турнира и завоевав путёвку в высшую лигу. Сезон в элитном дивизионе советского футбола, для таврийцев выдался неудачным, несмотря на все старания Серебрянского с партнёрами, команда заняла итоговое 17 место, покинув высшую лигу.
В 1982 году, полузащитник «Таврии» получает приглашения сразу от двух клубов высшей лиги — одесского «Черноморца» и «Днепра». Олег решил откликнуться на предложение Владимира Емца и Геннадия Жиздика, начав новый сезон в днепропетровской команде, где сразу же стал игроком основного состава. В своём дебютном матче за днепрян, сумел отличиться голом, поразив ворота ленинградского «Зенита». Сезон 1983 года стал самым успешным в карьере Серебрянского. «Днепр», впервые в своей истории, стал чемпионом СССР, а сам полузащитник внёс существенный вклад в триумф днепропетровского клуба, став лучшим ассистентом команды, отдав 9 голевых передач, при этом установив своеобразный клубный рекорд — в поединке против «Нистру», в течение 45 минут отдал пять результативных пасов партнёрам. В следующем году, 3 октября 1984 года, Серебрянский сыграл свой единственный матч в Кубке европейских чемпионов, приняв участие в матче «Днепра» против турецкого «Трабзонспора». В чемпионате СССР 1984 года, «Днепр» снова шёл в лидирующей группе, в итоге заняв 3 место. Но покинувший команду до завершения первенства Серебрянский, из-за недостаточного количества сыгранных матчей, бронзовым медалистом не стал. Одной из причин, повлиявшей на решение покинуть днепропетровский коллектив, стала появившаяся возможность попробовать свои силы за рубежом, в команде одной из стран социалистического лагеря. Но в итоге, футболисту не дали разрешение на выезд из страны и переезду не суждено было осуществиться. Так же давала о себе знать и конкуренция за место в основном составе, на позиции опорного полузащитника всё чаще играл, «восходящая звезда» днепропетровского футбола — Геннадий Литовченко. В результате, новый сезон Олег провёл в команде «Колос» из Павлограда, а по его окончании вернулся в Симферополь, где проживала семья и последующие два года отыграл в «Таврии», которая к тому времени выступала во второй лиге. Опытный футболист стал одним из лидеров крымского коллектива, ставшего в 1986 году серебряным призёром турнира, а в следующем году победителем первенства и обладателем путёвки в первую лигу. По окончании сезона, из-за частых травм, вынужденный проводить последние поединки «на уколах», Олег Серебрянский принимает решение завершить активную игровую карьеру.

### Карьера тренера и спортивного функционера
Закончив играть, Серебрянский работал завучем симферопольской СДЮШОР, был тренером второй команды «Таврии» и молодёжной сборной Крыма. В начале 1990-х, вместе с супругой, мастером спорта по гимнастике Любовью Серебрянской, принимал участие в создании симферопольской школы художественной гимнастики. С 1992 года становится её руководителем — директором спортивного клуба художественной гимнастики «Грация».

## Смерть
Умер в декабре 2024 года в Симферополе. Похоронен на городском кладбище «Абдал»

## Достижения
- Чемпион СССР: 1983
- Победитель первенства первой лиги СССР: 1980
- Чемпион Украинской ССР: 1987

## Семья
Супруга — мастер спорта, заслуженный тренер Украины по художественной гимнастике Любовь Евсеевна Серебрянская (Дубенко) (1952—2003). Дочь — олимпийская чемпионка по художественной гимнастике Екатерина Серебрянская, внук — Евгений.